# Doradca finansowy
Doradca finansowy – zawód (według dyrektywy Unii Europejskiej na temat pośrednictwa finansowego) wykonywany przez niezależnych, niezwiązanych z żadną konkretną instytucją finansową profesjonalistów, których rolą jest przede wszystkim przekazanie klientowi merytorycznej wiedzy na temat ochrony jego majątku.
Doradca Finansowy, według FECIF (The European Federation of Financial Advisers and Financial Intermediaries) to wszechstronnie wykształcony specjalista, którego celem jest ochrona majątku i bezpieczeństwo finansowe Klienta, poprzez analizę jego potrzeb, dobór produktów do realizacji celów finansowych, zapewnienie płynności finansowej oraz przygotowanie Klienta do skorzystania z usług instytucji finansowej. Doradca Finansowy nie jest Pośrednikiem Finansowym.

## Charakterystyka
Profesjonalny doradca finansowy – zarówno zależny, związany z instytucjami finansowymi, jak niezależny – kontakt z klientem zaczyna od wywiadu kompleksowo określającego potrzeby i oczekiwania klienta odnośnie do inwestowania zgromadzonego kapitału, zabezpieczenia siebie i swojej rodziny, oczekiwań względem przyszłej emerytury, potrzeb w zakresie ubezpieczeń (majątkowych, zdrowotnych, życiowych) nabywania dóbr itp. Na podstawie wywiadu określane są cele finansowe klienta. Następnie doradca sporządza na piśmie plan finansowy, w którym proponuje klientowi, jakimi narzędziami i w jaki sposób pożądany efekt można osiągnąć. Plan zostaje podpisany przez obie strony i od tej chwili doradca monitoruje realizowanie planu finansowego zgodnie z przyjętymi założeniami. Klient natomiast zakupuje produkty finansowe u specjalistów, tj. doradców inwestycyjnych, doradców kredytowych, doradców ubezpieczeniowych itp.
Niezależny doradca finansowy, NDF – tzn. nie związany z instytucją finansową, powinien przekazywać klientowi merytoryczną wiedzę, nie sugerując jednak zakupu produktów konkretnej instytucji. Może na przykład zasugerować założenie trzymiesięcznej lokaty o oprocentowaniu ok. 5%, nie mówiąc jednak, z oferty którego banku klient powinien skorzystać. Dając klientowi fachową wiedzę przygotowuje go do samodzielnego wyboru produktów, spośród dostępnych na rynku (np. kredyty, pożyczki, ubezpieczenia, jednostki uczestnictwa, lokaty itp.). Kontakt doradcy z klientem nie powinien kończyć się jednak na sporządzeniu planu finansowego. Doradca zobowiązany jest do utrzymywania stałego kontaktu z klientem. Dzięki temu może monitorować skuteczność zaproponowanych przez siebie rozwiązań i w razie potrzeby weryfikować plan finansowy. Doradztwo finansowe to przede wszystkim profesjonalny zespół ludzi, którego głównym zadaniem jest świadczenie usług doradztwa w zakresie finansów osobistych i firmowych z należytą dbałością o dobro klienta.

## Zarobki doradcy finansowego
Sposób otrzymywania wynagrodzenia różni się w zależności od charakteru pracy doradcy:
- Niezależny doradca finansowy – osoba prywatna, która specjalizuje się w określonej dziedzinie finansów. Nie współpracuje ona bezpośrednio z bankami, nie zawiązuje z nimi też współpracy. Doradza ona osobom prywatnym lub firmom. Wynagrodzenie pobiera bezpośrednio od klienta. Za każdą pojedynczą konsultację pobierana jest określona opłata, a realizacja transakcji nie wpływa na koszt usługi
- Doradca bankowy – jest zatrudniony przez konkretny bank. Zna wszystkie produkty oferowane przez swoją instytucję. Otrzymuje wynagrodzenie tylko, gdy transakcja między klientem a bankiem dojdzie do skutku. Jest to zazwyczaj prowizja od danego kredytu, ubezpieczenia czy innej usługi finansowej
- Doradca zatrudniony w firmie oferującej pośrednictwo kredytowe i doradztwo inwestycyjne – przedsiębiorstwo zatrudnia na stałe doradców i jednocześnie gromadzi w jednym miejscu produkty oferowane przez różne instytucje finansowe, z którymi współpracuje. Doradcy kredytowi zarabiają dopiero po sfinalizowaniu transakcji z jedną z proponowanych instytucji.

## Doradcy finansowi w Polsce
Komisja Nadzoru Finansowego pracuje obecnie nad koncepcją zmiany przepisów, która z jednej strony nie pozwalałaby sprzedawcom usług finansowych stwarzać pozorów, że doradzają klientowi, a z drugiej strony nie wprowadzała biurokratycznych barier niezgodnych z zasadą swobody działalności gospodarczej.
15 października 2013 roku został zatwierdzony Krajowy Standard Kompetencji Zawodowych dla zawodu 241202 Doradca Finansowy. Standard określa kto może wykonywać ten zawód oraz jakie kwalifikacje powiennien posiadać kandydat do pracy w tym zawodzie.

### Doradcy finansowi a doradcy inwestycyjni
Pojęcie doradcy finansowego bywa mylone z prawnie chronionym tytułem doradcy inwestycyjnego.
Doradca inwestycyjny to osoba, która zdała egzamin organizowany przez Komisję Nadzoru Finansowego oraz została wpisana na listę doradców inwestycyjnych, uprawniona m.in. do zarządzania aktywami funduszy inwestycyjnych oraz doradztwa dla przedsiębiorstw w zakresie struktury kapitałowej, strategii przedsiębiorstw, działalności związanej z łączeniem, podziałem oraz przejmowaniem innych podmiotów.

## Krytyka
Ze względu na brak ograniczeń prawnych w tym zakresie, zarówno w Polsce, jak w wielu innych krajach – doradcami finansowymi określają się również zależni sprzedawcy usług finansowych, zatrudnieni lub powiązani z przedsiębiorstwami oferującymi produkty finansowe i dokonujący aktywnej sprzedaży ich produktów finansowych (np. funduszy inwestycyjnych, lokat bankowych, produktów ubezpieczeniowych – na życie, majątkowych i innych) odbiorcom ostatecznym (konsumentom), najczęściej w punktach obsługi klienta bądź drogą telefoniczną.